# Robin Cook (Politiker)

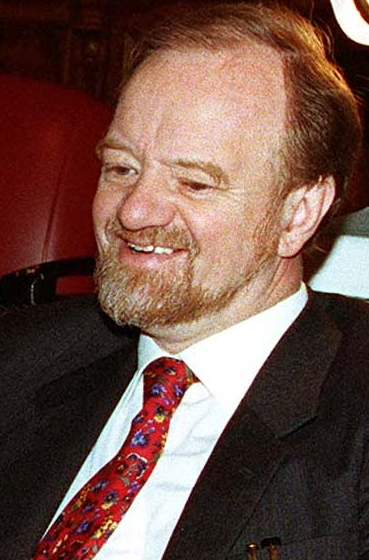
Robin Cook (Dezember 1997)

Robert Finlayson Cook (* 28. Februar 1946 in Bellshill, Schottland; † 6. August 2005 in Inverness, Schottland), genannt Robin Cook, war ein britischer Politiker (Labour) und von 1997 bis 2001 unter Tony Blair Außenminister von Großbritannien.

## Leben
Cook, Sohn eines Schuldirektors, zog 1974 erstmals als Unterhausabgeordneter in das Parlament ein und machte sich besonders für sozial Benachteiligte stark. Er profilierte sich in den 1980er- und 1990er-Jahren als Experte für Wirtschafts-, Gesundheits- und Außenpolitik. 1997 gab es einen Skandal wegen seines Verhältnisses zu seiner Sekretärin, die später seine zweite Frau wurde.
1999 unterstützte er mit großem Engagement den Einsatz der NATO im Kosovokrieg.
Ab 2001 war er Leader of the House of Commons, bis er am 17. März 2003 aus Protest gegen den Kurs der Regierung von Tony Blair im Irak-Konflikt zurücktrat. Vor dem Unterhaus sagte er damals: „Einen Krieg ohne internationale Unterstützung und ohne Rückhalt im Inland kann ich nicht unterstützen.“ Seine Rücktrittsrede, vom BBC-Journalisten Andrew Marr als „eine der wirkungsvollsten und brillantesten Rücktrittsreden der modernen britischen Politik“ bezeichnet, ist die bisher einzige Ansprache dort, die mit standing ovation honoriert wurde. Von Mai 2001 bis April 2003 war Cook Vorsitzender der Sozialdemokratischen Partei Europas (SPE).
Am 6. August 2005 stürzte Cook bei einer Bergtour in Sutherland, Schottland infolge eines Herzinfarkts und verstarb wenig später im Krankenhaus von Inverness. Die ersten Berichte von seinem Tod sprachen von einem Genickbruch und schweren Gesichtsverletzungen durch den Sturz. Die Autopsie klärte den Infarkt als Todesursache. Cook hinterließ seine Frau, mit der er in zweiter Ehe verheiratet war, und zwei Kinder.
Obwohl er Atheist war, fand am 12. August 2005 in der St. Giles Cathedral in Edinburgh ein Gedenkgottesdienst für Cook statt, an dem unter anderem Finanzminister Gordon Brown und der damalige deutsche Außenminister Joschka Fischer teilnahmen. Premierminister Tony Blair war nicht anwesend, da er zu dieser Zeit seinen Jahresurlaub mit seiner Familie außerhalb Europas verbrachte.

## Politische Position
Cook war ein erklärter Gegner der Auffassung, der „Krieg gegen den Terror“ könne mit militärischen Mitteln gewonnen werden. Nach den Londoner Anschlägen am 7. Juli 2005 betonte er in einem Kommentar für die Tageszeitung The Guardian, dass ein Sieg gegen den Terrorismus auch bedeutet „ihren giftigen Glauben zu besiegen, dass Menschen verschiedenen Glaubens und ethnischer Herkunft nicht zusammenleben können.“ In Erinnerung an das Massaker von Srebrenica zehn Jahre zuvor, „als die mächtigen Nationen Europas darin versagten, 8.000 Muslime im schlimmsten terroristischen Akt im Europa der letzten Generation vor der Auslöschung zu bewahren“ hielt er bereits fest, dass Osama bin Laden genauso wenig als ein wahrer Repräsentant des Islam gelten könne, wie General Mladić, der die serbischen Truppen befehligte, einer des Christentums sei. Über bin Laden, den er als „Produkt einer monumentalen Fehleinschätzung der westlichen Geheimdienste“ beschrieb, und die al-Qaida schrieb er: „Während der 1980er-Jahre wurde er von der CIA bewaffnet und von den Saudis finanziert, um den Jihad gegen die russische Besatzung Afghanistans zu führen. Al-Qaida, wörtlich ‚die Datenbank‘, war ursprünglich eine Computer-Datei mit den Tausenden Mudschahidin, die mit Hilfe der CIA rekrutiert und trainiert wurden, um die Russen zu besiegen“. Der US-Regierung warf er vor, nicht bedacht zu haben, dass bin Ladens Organisation sich nach dem Sieg über die sowjetischen Besatzer gegen den Westen richten würde. Dass die westlichen Reaktionen auf die Bedrohung durch Terroranschläge diesen ursprünglichen Fehler wiederholten, betrachtete Cook als gefährlichen Fehler. Solange der Kampf gegen den Terrorismus als ein Krieg betrachtet werde, der mit militärischen Mitteln gewonnen werden könne, sei er zum Scheitern verurteilt.
Unter Hinweis auf den damals stattfindenden G8-Gipfel in Gleneagles plädierte Cook dafür, muslimisch geprägte Länder stärker in internationale Organisationen und Verhandlungen einzubeziehen. Darüber hinaus würde ein „Krieg gegen die Armut in der Welt“ mehr zur Sicherheit des Westens beitragen als ein „Krieg gegen den Terror“.
Cook war ebenfalls Gegner der israelischen Siedlungspolitik. Bei einem Besuch 1998 in Israel kam es zu einem diplomatischen Eklat, als Premierminister Benjamin Netanjahu ein verabredetes Abendessen mit Cook ausschlug. Er reagierte damit auf Kritik an Israels Siedlungspolitik.

## Sonstiges
Im Politthriller Der Ghostwriter ist die Figur des Richard Rycart Cook nachempfunden.